# Духинская, Северина
Северина Духинская (до замужества — Жоховская, по первому мужу — Прушакова) (пол. Seweryna Duchińska; 1816, с. Кошайец (ныне Мазовецкое воеводство, Польша) — 21 августа 1905, Париж) — польская поэтесса, писательница, либреттист, публицистка, переводчица

, почётный член Антропологического общества в Париже (Société d’anthropologie de Paris) и Географического общества (Société de géographie). Член Антропологического общества Парижа.

## Биография
Жена историка и этнографа Франциска Духинского. Активистка культурного движения в Польше. С 1847 года жила в Варшаве. В 1856—1863 годах публиковалась в журнале «Rozrywki dla Młodocianego Wieku», помещала свои произведения в «Biblioteki Warszawskiej».
Автор стихов и прозы. Переводила с французского (в частности, Сюлли-Прюдома) и скандинавских языков. Использовала псевдоним Украинич (Ukrainicz).
Была горячей патриоткой, тайно организовала систему помощи семьям повстанцев во время польского восстания 1863—1864 годов. После подавления восстания эмигрировала во Францию. Жила в Париже (в 1870—1876 годах — за пределами Франции), где и умерла в 1905 году.
Похоронена вместе с мужем на кладбище в Монморанси.

## Избранные произведения
- Powieści naszych czasów (1853)
- Elżbieta Drużbacka (1855)
- Do Towarzystwa Historyczno Literackiego (1872)
- Królowie polscy w obrazach i pieśniach (1893)